# Monte Cimino (versante nord)
Monte Cimino (versante nord) este o arie protejată (arie specială de conservare — SAC, sit de importanță comunitară — SCI, arie de protecție specială avifaunistică — SPA) din Italia întinsă pe o suprafață de 975 ha, integral pe uscat.

## Localizare
Centrul sitului Monte Cimino (versante nord) este situat la coordonatele 42°25′22″N 12°11′52″E / 42.422778°N 12.197778°E.

## Înființare
Situl Monte Cimino (versante nord) a fost declarat sit de importanță comunitară în iunie 1995 pentru a proteja 8 specii de animale. Alte tipuri de protecție:
- arie de protecție specială avifaunistică (în octombrie 1999)[2]
- arie specială de conservare (în decembrie 2016)[1][3][4]

## Biodiversitate
Situată în ecoregiunea mediteraneană, aria protejată conține 2 habitate naturale: Păduri de fag din Apenini cu Taxus și Ilex, Păduri de Castanea sativa.
La baza desemnării sitului se află mai multe specii protejate:
- păsări (5): caprimulg (Caprimulgus europaeus), sfrâncioc roșiatic (Lanius collurio), ciocârlie de pădure (Lullula arborea), gaia neagră (Milvus migrans), viespar (Pernis apivorus)
- nevertebrate (3): Austropotamobius pallipes, rădașcă (Lucanus cervus), Osmoderma eremita

Pe lângă speciile protejate, pe teritoriul sitului au mai fost identificate 5 specii de plante, 2 specii de amfibieni, 1 specie de mamifere.